# Utica (Nebraska)
Utica – wieś w Stanach Zjednoczonych, w stanie Nebraska, w hrabstwie Seward.